# Karel Šťastný (ornitolog)
Karel Šťastný (* 22. července 1941 Český Brod) je český ornitolog, zoolog, ekolog, vysokoškolský učitel a popularizátor vědy. Autor a spoluautor významných ornitologických publikací.

## Život
Studoval učitelský obor zoologie a geografie na Přírodovědecké fakultě Univerzity Karlovy v Praze u doc. Waltra Černého. V letech 1963–1967 působil jako zoolog v Okresním muzeu v Šumperku. V letech 1967–1969 byl zaměstnán ve Výzkumném ústavu krmivářského průmyslu a služeb. V letech 1969–1985 působil v Ústavu krajinné ekologie Československé akademie věd na pracovišti v Říčanech, kde se zabýval výzkumem zaměřeným na využití ptáků a savců v bioindikaci, biodiagnostice a ekologickém monitoringu. Zde získal akademickou hodnost kandidát věd (CSc.). V letech 1973–1977 byl národní organizátor mapování hnízdního rozšíření ptáků, které se stalo podkladem pro Atlas hnízdního rozšíření ptáků v ČSSR 1973–1977 (1987). V roce 1982 spolu s Jiřím Jandou založil projekt Jednotného programu sčítání ptáků. V letech 1985–1990 byl zaměstnán na Ústavu aplikované ekologie a ekotechniky Vysoké školy zemědělské v Kostelci nad Černými Lesy. V roce 1989 organizoval 11. kongres IBCC (International Bird Census Committee) a EOAC (European Ornithological Atlas Committee) zaměřený na kvantitativní ornitologické studie a problematiku mapování ptáků. Od roku 1990 působil na Lesnické fakultě, resp. na Fakultě životního prostředí České zemědělské univerzity v Praze-Suchdole. V roce 1990 se stal docentem a v roce 1994 řádným profesorem ekologie Lesnické fakulty České zemědělské univerzity v Praze.
V letech 1974 až 1996 byl jednatelem České společnosti ornitologické, v letech 1990 až 2008 byl jejím předsedou. Od roku 1988 působil jako člen redakční rady časopisu Živa. Od roku 1992 zastupoval spolu s Jiřím Flouskem Česko v Evropské radě pro sčítání ptáků (European Bird Census Council; EBCC).

## Dílo
Je autorem a spoluautorem více než 500 odborných a popularizačních článků a 50 monografií včetně skript, z nichž nejvýznamnější jsou Fauna ČR – Ptáci, Atlas hnízdního rozšíření ptáků v České republice (1973–1977, 1985–1989, 2001–2003 a 2014–2017) a Atlas zimního rozšíření ptáků v České republice 1982–1985.

## Ocenění
Od roku 2001 je čestným členem České společnosti ornitologické. Dne 5. června 2007 v Národním domě v Praze na Vinohradech převzal spolu s Karlem Hudcem a Vladimírem Bejčkem Cenu ministra životního prostředí za rok 2006 za významný přínos české ornitologii a především za unikátní Atlas hnízdního rozšíření ptáků v České republice v letech 2001–2003. Dne 16. listopadu 2013 převzal Medaili Josefa Hlávky jako nestor moderní české ornitologie za významné přispění k formulování tohoto vědeckého oboru, zejména za podíl na zavedení exaktních kvantitativních metod do výzkumu ptačích společenstev a populací – zejména kvadrátového mapování. Na cenu byl nominován rektorem České zemědělské univerzity. Vladimír Bejček jej nominoval na Cenu Josefa Vavrouška (2019).
V českých zemích položil základy kvantitativních výzkumů ptáků, je i zakladatelem kvadrátového mapování avifauny a monitoringu ptačích populací.